# Sarbacane (chanson)
Pour les articles homonymes, voir Sarbacane.
Pistes de Sarbacane
C'est écrit Rosie
Sarbacane est une chanson de Francis Cabrel, écrite et composée par le chanteur. Elle est la 3e piste de l'album Sarbacane, sorti en 1989.

## Inspiration
Cabrel raconte que l'inspiration lui est venue du mot lui-même qui l'obsédait depuis l'âge de 25/30 ans, après l'avoir entendu dans le titre Cargo culte de Serge Gainsbourg paru sur l'album Melody Nelson.  

## Reprises et adaptations
En 2007, sur l'album Le Cœur d'un homme, Johnny Hallyday enregistre une version plus électrique de Sarbacane (en 2008, les deux artistes l'interprètent en duo au cours d'une émission de télévision).
En 2009, l'édition espagnole de l'opus Le Cœur d'un homme inclut une version espagnole du titre de Cabrel, nommée Cerbatana, interprété par Johnny Hallyday en duo avec Loquillo (adaptation  espagnole de Ignacio Ballesteros).